# Hussein Dey (città)
Hussein Dey (in arabo حسين داي‎?) è una città dell'Algeria, capoluogo dell'omonimo distretto, nella provincia di Algeri. Prende il nome dall'ultimo governatore ottomano di Algeri, Husayn III d'Algeri.

## Geografia fisica
Hussein Dey si trova a circa 5 km a est del centro di Algeri, nel cuore della baia di Algeri. Il comune di Hussein Dey è delimitato a est dal raccordo autostradale di Caroubier, a nord dal mare, a ovest dallo Chemin des fusillés, che lo separa dal comune di Belouizdad, e a sud dai comuni di El Magharia e Kouba.

## Storia

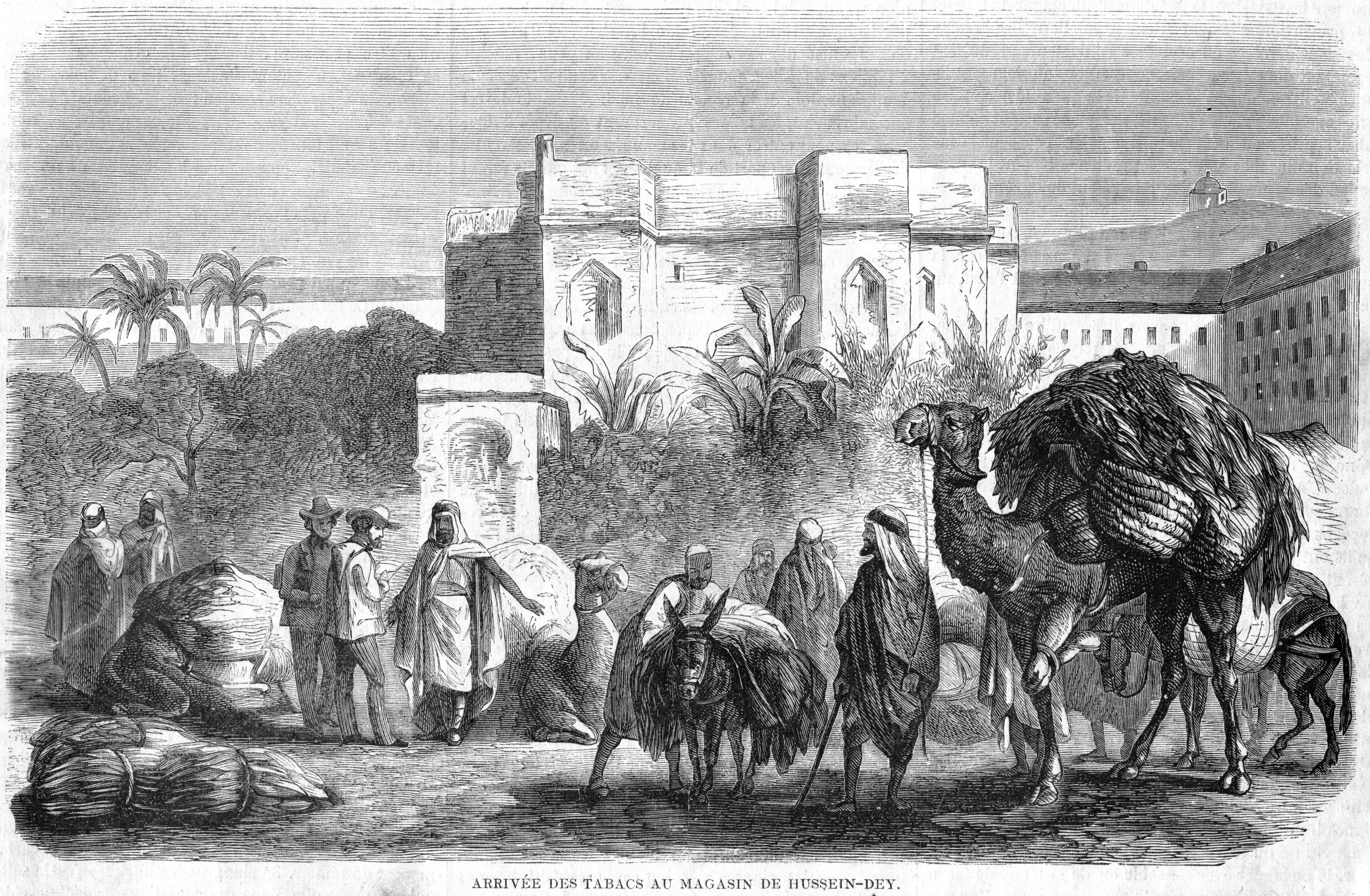
Arrivo del tabacco al magazzino di Hussein Dey, 1862, L'Illustration.

Intorno al 1860, la regione di Hussein Dey era il più grande magazzino di tabacco dell'Algeria, con magazzini capaci di contenere 2 milioni di chili di tabacco.

## Monumenti e luoghi d'interesse

### Architetture religiose
- Moschea Imam Fodhil El Ouarthilani (Lafarge)
- Moschea Ibn Hazm Adhahiri El Andaloussi (Centro, Tripoli) ex Chiesa di Saint-Paul.
- Moschea Djar Allah Zamakhchari (Brossette)
- Moschea Ibad El Rahmane (Cité Amirouche)
- Moschea Larbi Tebessi (Cité del Mer et Soleil)

## Geografia antropica

### Urbanistica
Il cuore di Hussein-Dey si trova a sud di rue de Tripoli, già rue de Constantine, che la attraversa da est a ovest, ed è stato riqualificato per far posto al progetto del tram di Algeri. A sud, sulle alture, si trovano le Cités Amirouche, Mer et Soleil, Méditerranée, Groupe Vauban e il quartiere Panorama. A ovest si trova il quartiere degli Abattoirs, demolito a metà degli anni 2000 per far posto alla tranvia di Algeri e a nuovi edifici amministrativi e commerciali.

## Cultura

### Istruzione
Nel comune è presente la facoltà di scienze islamiche di Kharouba dell'Università di Algeri, il Centro nazionale di studi di ricerca applicata e opere d'arte (CNERATA), il Centro di formazione per insegnanti di Meslem-Mahieddine, l'Istituto nazionale di formazione superiore paramedica di Algeri (INFSPM di Algeri) e il Centro per lo studio delle installazioni militari. Sono inoltre presenti 13 scuole primarie pubbliche, 4 collegi di insegnamento medio pubblici, 1 centro di formazione professionale ed accademica e 4 licei pubblici.

## Infrastrutture e trasporti

### Strade
- Tangenziale Nord di Algeri
- pénétrante des Annassers
- Strada nazionale 5

### Tranvia
- La città è servita da 6 fermate della rete tranviaria di Algeri: Ruisseau, Les Fusillés, Tripoli-Thaalibia, Tripoli-Mosquée, Tripoli-Hamadache, Tripoli-Maqqaria e Caroubier.

### Ferrovia
- La città è servita dalle 2 linee della Rete ferroviaria della periferia di Algeri della SNTF (linee Algeri-Thénia e Algeri-El Affroun), con le stazioni di Hussein Dey e di Caroubier.

### Metropolitana
- La città è servita da tre stazioni della metropolitana di Algeri: Les Fusillés, Cité Amirouche e Cité Mer et Soleil.

### Trasporto pubblico
- Stazione degli autobus di Caroubier SOGRAL (stazione centrale di Algeri) per le linee nazionali e inter-nazionali.
- Linee di bus ETUSA 1, 19, 66 e 113.

## Sport

### Calcio
La principale squadra di calcio del comune è il Nasr Athlétique de Hussein Dey (NAHD), militante in Ligue 1 algerina, ma esistono altri club, quali il Ittihad Riadhi Hussein Dey (IRHD) e il Jeunesse Sportive Mer et Soleil (JSMS).

### Pallacanestro
Il NAHD ha anche una sezione relativa alla pallacanestro, vincitrice di 4 Coppe d'Algeria di pallacanestro.

### Badminton
- Amel Moustakbal Hussein Dey Merzouk.

### Impianti sportivi
- Stadio dei Fratelli Zioui, dove gioca il NAHD, dotato di 5 000 posti;
- Stadio Bensiam;
- Complesso sportivo NAHD;
- Ippodromo di Caroubier;
- Complesso sportivo di Caroubier.